# Sarah True
Pour les articles homonymes, voir True et Groff.
Sarah Brooke True née Groff le 27 novembre 1981 à Hanover est une triathlète professionnelle américaine, championne du monde d'aquathlon en 2007, vice-championne du monde et vainqueur d'étape des WTCS, vainqueur sur Ironman 70.3.

## Biographie
Sarah True est diplômée du Middlebury College. Elle pratique la natation et la course à pied et hésite longtemps entre ces deux pratiques ayant un potentiel important dans ces deux sports. Elle s'essaie au triathlon sur quelques compétitions amateurs et au vu de résultats encourageants, elle décide de s'engager pleinement dans ce sport.
Après six ans de professionnalisme, c'est en 2011, qu'elle monte pour la première fois sur le podium d'un classement général des séries mondiales de triathlon (WTS), où elle finit en troisième position derrière l'Écossaise Helen Jenkins et la néo-zélandaise Andrea Hewitt.
Elle confirme ce résultat en prenant la quatrième place du triathlon des Jeux olympiques de Londres en 2012, avant de finir vice-championne du monde en 2014, grâce à une deuxième place sur l'étape de Londres et une victoire sur l'étape de Stockholm, le 23 août 2014.
Depuis janvier 2015, elle est mariée à l'athlète américain Ben True.

## Palmarès
Le tableau présente les résultats les plus significatifs (podium) obtenus sur le circuit national et international de triathlon depuis 2007,,.
| Année | Compétition                                        | Pays        | Position           | Temps           |
| ----- | -------------------------------------------------- | ----------- | ------------------ | --------------- |
| 2022  | Ironman 70.3 Eagleman                              | États-Unis  | Médaille d'or      | 4 h 3 min 51 s  |
| 2022  | Ironman Lake Placid                                | États-Unis  | Médaille d'or      | 9 h 0 min 21 s  |
| 2022  | Ironman Arizona                                    | États-Unis  | Médaille d'or      | 8 h 42 min 37 s |
| 2019  | Ironman Mont Tremblant                             | Canada      | Médaille d'argent  | 9 h 4 min 31 s  |
| 2018  | Ironman Allemagne                                  | Allemagne   | Médaille d'argent  | 9 h 5 min 19 s  |
| 2017  | Ironman 70.3 Mont Tremblant                        | Canada      | Médaille d'argent  | 4 h 10 min 31 s |
| 2017  | Ironman 70.3 Augusta                               | États-Unis  | Médaille d'or      | 4 h 11 min 23 s |
| 2017  | Ironman 70.3 Austin                                | États-Unis  | Médaille d'or      | 4 h 21 min 18 s |
| 2016  | WTS Edmonton                                       | Suède       | Médaille d'argent  | 0 h 56 min 52 s |
| 2015  | Championnat du monde - Classement Général          |             | Médaille de bronze |                 |
| 2015  | WTS Stockholm                                      | Suède       | Médaille d'or      | 2 h 1 min 5 s   |
| 2015  | WTS Gold Coast                                     | Australie   |                    | 1 h 58 min 17 s |
| 2015  | Championnat des États-Unis                         | États-Unis  | Médaille d'argent  | 2 h 1 min 5 s   |
| 2014  | Championnat du monde - Classement Général          |             | Médaille d'argent  |                 |
| 2014  | WTS Stockholm                                      | Suède       | Médaille d'or      | 1 h 3 min 0 s   |
| 2014  | WTS Londres                                        | Royaume-Uni | Médaille d'argent  | 0 h 55 min 12 s |
| 2013  | Coupe du monde - l'étape de Cozumel                | Mexique     | Médaille d'argent  | 0 h 57 min 58 s |
| 2013  | Championnats du monde de triathlon en relais mixte | Allemagne   | Médaille de bronze | 1 h 18 min 19 s |
| 2013  | Coupe panaméricaine - l'étape de Clermont          | États-Unis  | Médaille d'or      | 1 h 0 min 17 s  |
| 2013  | Championnat des États-Unis                         | États-Unis  | Médaille d'argent  | 2 h 1 min 27 s  |
| 2013  | Escape from Alcatraz Triathlon                     | États-Unis  | Médaille d'argent  | 2 h 18 min 37 s |
| 2012  | WTS Hambourg                                       | Allemagne   | Médaille de bronze | 0 h 56 min 21 s |
| 2011  | Championnat du monde - Classement Général          |             | Médaille de bronze |                 |
| 2011  | WTS Kitzbühel                                      | Autriche    | Médaille de bronze | 2 h 6 min 27 s  |
| 2011  | 5150 St. Anthony's Triathlon                       | États-Unis  | Médaille d'or      | 1 h 41 min 22 s |
| 2010  | Championnat des États-Unis                         | États-Unis  | Médaille d'argent  | 2 h 7 min 42 s  |
| 2008  | Coupe panaméricaine - l'étape de San Francisco     | États-Unis  | Médaille d'or      | 2 h 5 min 49 s  |
| 2007  | Championnats du monde d'aquathlon                  | Mexique     | Médaille d'or      | 0 h 32 min 52 s |
| 2007  | Coupe panaméricaine - l'étape de Geneva            | États-Unis  | Médaille d'or      | 1 h 59 min 59 s |

## Voir Aussi